# Свинецдиевропий
Свинецдиевропий — бинарное неорганическое соединение
европия и свинца
с формулой Eu2Pb,
кристаллы.

## Получение
- Сплавление стехиометрических количеств чистых веществ:

{\displaystyle {\mathsf {2Eu+Pb\ {\xrightarrow {1250^{o}C}}\ Eu_{2}Pb}}}

## Физические свойства
Свинецдиевропий образует кристаллы
ромбической сингонии, пространственная группа P nma, параметры ячейки a = 0,787 нм, b = 0,510 нм, c = 1,003 нм, Z = 4,
структура типа дихлорида свинца PbCl2
.
Соединение конгруэнтно плавится при температуре 1250°C.